# Aslauga camerunica
Aslauga camerunica är en fjärilsart som beskrevs av Henry Stempffer 1969. Aslauga camerunica ingår i släktet Aslauga och familjen juvelvingar. Inga underarter finns listade i Catalogue of Life.